# Saxifraga voroschilovii
Saxifraga voroschilovii är en stenbräckeväxtart som beskrevs av V.N. Siplivinskii. Saxifraga voroschilovii ingår i Bräckesläktet som ingår i familjen stenbräckeväxter. Inga underarter finns listade i Catalogue of Life.